# Varanus keithhornei
Varanus keithhornei — це вид варанів, що походить із північно-східної Австралії. Це член групи видів Varanus prasinus.
Цей варан зустрічається в обмеженій зоні площею до 100 км² поблизу річок Клауді та Несбіт, у хребтах Макілрейт та Айрон на півострові Кейп-Йорк на півночі Квінсленду.

## Опис
Забарвлення V. keithhornei темно-чорне зверху. Має помірно велику і гладку луску на голові. Його хвіст не має видимого кіля. Це невеликий варан із загальною довжиною до 77 см, але більш міцний, ніж інші види комплексу видів V. prasinus, і його можна відрізнити від них за кольором і конічним горлом ваги. Зразки спочатку були віднесені до виду Varanus prasinus Чехура в 1980 році, але Уеллс і Веллінгтон оголосили його новим видом через 5 років.

## Дієта
Вони шукають їжу на деревах і листяній підстилці для таких комах, як прямокрилі, Blattodea та жуки.